# Marmot
Marmot es una localidad peruana capital del Distrito de Marmot en la Provincia de Gran Chimú del Departamento de La Libertad. Se ubica aproximadamente a unos 135 kilómetros al noreste de la ciudad de Trujillo.